# جیمی چانگ
جیمی چانگ (انگلیسی: Jamie Chung؛ زادهٔ ۱۰ آوریل ۱۹۸۳) یک بازیگر و صداپیشه اهل ایالات متحده آمریکا است. وی از سال ۲۰۰۴ میلادی تاکنون مشغول فعالیت بوده است.
از فیلم‌ها و برنامه‌های تلویزیونی که وی در آنها نقش داشته است می‌توان به گاتهام، بزرگ‌شده‌ها، مردی با مشت‌های آهنین، خماری: قسمت دوم، مشت ناگهانی، خماری: قسمت سوم، گروه رفقا، بدون سکان، نخل‌های سوزان و ناجورها اشاره کرد.